# Matrona

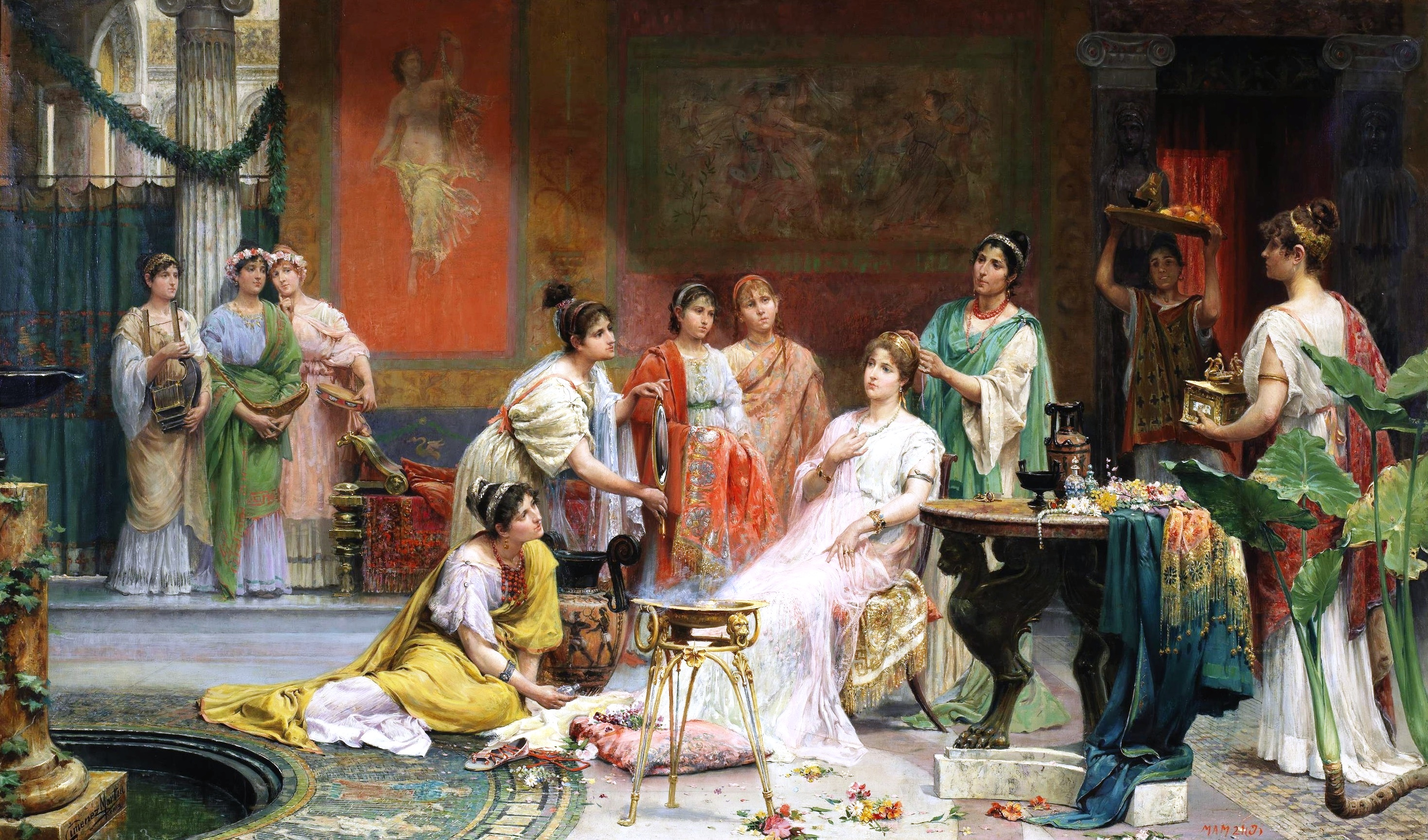
Toaleta matrony w atrium rzymskiego domu (mal. Juan Giménez Martín, koniec XIX w.)

Matrona (od łac. mater – matka) –  w starożytnym Rzymie kobieta zamężna, poważana (zajmująca wysokie stanowisko społeczne, zachowująca czystość obyczajów), będąca matką (mater familias). 
W życiu codziennym odbierała dowody najwyższego szacunku, a znieważające ją czyny określano jako bezprawie (iniuria), ścigane z oskarżenia prywatnego. W sferze publicznej matrony wyróżniał ubiór w postaci długiej białej stoli z narzuconą pallą oraz wełniana opaska noszona na gładko zaczesanych włosach. Świętem ich były dorocznie obchodzone 1 marca Matronalia.
W dawnym słownictwie podniosłe określenie starszej, statecznej i godnej szacunku kobiety, będącej wzorem żony i matki. Również wyrażenie żartobliwe o starszej lub niemłodej z wyglądu kobiecie, zazwyczaj zamężnej i pozbawionej młodzieńczej frywolności. 